# Twierdzenie Frobeniusa-Kőniga
Twierdzenie Frobeniusa-Kőniga (Frobeniusa-Königa) – twierdzenie o permanencie macierzy noszące nazwiska Ferdinanda Georga Frobeniusa i Gyuli Kőniga (Juliusa Königa).
Jeśli {\displaystyle A} jest zero-jedynkową macierzą kwadratową stopnia {\displaystyle n,} to jej permanent jest równy 0 wtedy i tylko wtedy, gdy zawiera ona podmacierz zerową o {\displaystyle r} wierszach i {\displaystyle s} kolumnach z {\displaystyle r+s>n.}